# Меес, Хельга
Хельга Маргот Меес (Фольц) (нем. Helga Margot Mees (-Volz); 12 июля 1937, Саарбрюккен, нацистская Германия — 11 апреля 2014, Шифферштадт, Германия) — западногерманская фехтовальщица-рапиристка, серебряный и бронзовый призёр летних Олимпийских игр в Токио (1964).

## Спортивная карьера
В 1955 г., выступая за Саар, стала серебряным призёром первенства мира среди юниоров. В 1960 и 1961 гг. побеждала на чемпионате ФРГ. На чемпионате мира по фехтованию в американской Филадельфии (1958) выиграла командное серебро, а через год в Будапеште — бронзу. На летних Олимпийских играх в Риме (1960) стала четвёртой в командной рапире.
На летних Играх в Токио (1964) завоевала серебряную медаль в личном первенстве и стала бронзовым призёром в соревнованиях рапиристок. После замужества принимала участие в своей третьей Олимпиаде в Мехико (1968) под фамилией Фольц-Мес. В командном первенстве немки остались пятыми.